# Сосновка (Манский район)
Сосновка — деревня в Манском районе Красноярского края. Входит в Шалинский сельсовет. Часовой пояс деревни +4 МСК (+7 GMT). Телефонный код — +7 (391 49).

## География
Деревня располагается в верхней части реки Есауловка, правого притока реки Енисей, в 5 км от ее истока, в 10 км от села Шалинское и 72 км от Красноярска, если считать по прямой. Рядом с деревней располагается река Сосновая, вдоль которой деревня и вытянута. Северная часть деревни находится в припойменной части реки Есауловка, южная же — на возвышенности. 

## История
Деревня Сосновка была основана в конце XIX века на месте Бондаревского хутора. Через несколько лет в Сосновке было более 50 дворов. К 1917 году население Сосновки составляло 120 человек. После Первой Мировой Войны население население сократилось вдвое. Но, после 1937 года, по причине объединения мелких сел, увеличилось до 320 человек. Тогда же был основан колхоз «Манский Партизан». Вторая Мировая Война на количество населения практически не повлияла. После событий 1991 года совхоз развалился, и деревня начала стремительно пустеть. В 2001 году сгорела местная начальная школа. В 2013 закрылся деревенский клуб.

## Население
| 2010 |
| ---- |
| 241  |

На 2015 год — 234 человека. Население преимущественно пенсионного возраста, молодежь практически не встречается. Преобладает мужское население — 51,5 %.

## Культура
В настоящее время в деревне Сосновка работает только библиотека, на базе её проводятся различные праздничные мероприятия. Большая часть библиотечного фонда — советская классика, новых книг практически нет. Для населения организован доступ в Интернет.

## Транспорт
В 300 метрах проходит дорога 04К-029 Саяны (Минусинск — Кускун), имеющая в 43 км от деревни выход на трассу Р255 Сибирь (877 км). В 15 км от Сосновки расположен аэродром Манский, обслуживающий самолеты Ан-2 и ЯК-52 красноярского авиационно-спортивного клуба ДОСААФ. В 23 км севернее деревни находится железнодорожная станция Камарчага (4178,5 км Транссибирской магистрали, участок Зыково — Уяр).

## Связь
Деревня принимает оба мультиплекса цифрового телевидения  и три аналоговых канала (до 1 июня 2019 года) — Первый канал (6 ТВК), Россия-1 (9 ТВК) и Енисей (1 ТВК). Радиоканалы представлены только коротковолновыми Радио России и Радио Маяк. В Сосновке есть прием федеральных операторов сотовой связи по стандарту 2G, 3G доступен только в возвышенной части деревни. Также, у некоторых людей проведены проводной телефон и Интернет (провайдер — Ростелеком) .